# Scarlet Aura
Scarlet Aura é uma banda romena de heavy metal originária de Bucareste, Roménia. A banda foi formada originalmente em 2014 sob o nome AURA, mas posteriormente, em 2015, alterou o nome para Scarlet Aura. Desde a sua criação, a banda lançou oito álbuns de estúdio, um DVD ao vivo e dois EPs. Devido à imagem da banda, que inclui o uso de asas no palco, os fãs apelidaram a Scarlet Aura de "Os Anjos do Rock Romeno".

## História
Em outubro de 2013, Aura Dănciulescu (voz) e Mihai "Myke D" Dănciulescu (guitarra) saíram[5] da banda romena de rock Stillborn, com a qual abriram o show do Bon Jovi para 60 mil pessoas em 2011 em Bucareste, para formar seu próprio projeto musical, AURA. O primeiro álbum de estúdio, intitulado "The Rock Chick", foi lançado em 20 de março de 2014 pela Universal Music Romania e continha 10 músicas cantadas em romeno.[6] O álbum apresentou uma mistura de rock alternativo, pop rock e metal melódico/pesado.[7] AURA rapidamente conquistou uma base de fãs e, em junho de 2014, venceu a seleção nacional do "The Road to Kavarna"[8][9] para representar o rock romeno no Kavarna Rock Fest na Bulgária. Em julho, AURA ganhou o primeiro lugar e o prêmio do público na "Black Sea Battle of the Bands" no Kavarna Rock Fest.[10][11]
AURA ganhou cada vez mais reconhecimento após o lançamento do álbum "The Rock Chick" e foi convidada para abrir diversos shows de metal na Romênia. Em dezembro de 2015, a banda anunciou seu novo nome, Scarlet Aura, durante seu show na Bulgária, abrindo para a banda Accept. A banda começou a trabalhar em seu segundo álbum, lançando-o em 2016 com o título "Falling Sky" pelo selo Pure Rock Records.[12] "Falling Sky" tornou-se o primeiro álbum em inglês da Scarlet Aura, apresentando um som de rock mais pesado e sendo produzido por Roy Z.[13] Com esse álbum, a banda iniciou uma turnê internacional e juntou-se a Tarja Turunen em sua "Shadow Shows Tour 2016" como ato de apoio[14], com nove shows na Alemanha, Áustria e Suíça.
A turnê "Falling Sky" continuou em 2017 e levou a banda de volta à Alemanha para seus primeiros shows solo. Durante a turnê, Scarlet Aura se apresentou em festivais pela Europa Oriental, incluindo o Midalidare Rock Festival na Bulgária em junho de 2017, ao lado de Doro e Gotthard.[15][16][17]
A partir daí, a história da banda continuou com novos contratos de gestão e gravação. Um novo contrato em junho de 2017 com a empresa finlandesa Outlanders Productions aproximou o grupo e sua música do Oeste e Norte da Europa. O primeiro material foi lançado rapidamente - o CD de covers "Memories",[18] apresentando e reinterpretando 11 clássicos do Rock e Metal no estilo único da banda, juntamente com o single "The Beast Within Me", ambos lançados em setembro de 2017. Na segunda metade de 2017, a banda fez sua primeira turnê como atração principal, "The Beast Within Me", com 17 shows na Bulgária, Romênia, Alemanha, Eslováquia e Itália, encerrando a turnê com a abertura para o show DIO RETURNS no ARENELE ROMANE em Bucareste.[19][20]
Em fevereiro e março de 2018, a banda fez uma turnê pela Europa como banda de abertura[21] para a "Rhapsody Reunion" na turnê de despedida de 20 anos com 24 shows, apresentando músicas dos álbuns "Falling Sky" e "Memories". Essa turnê foi apoiada pela Wacken Foundation.[22]
Em março de 2018, foi anunciado[23] que Scarlet Aura se juntaria à banda brasileira de power metal Angra como convidada especial para sua turnê norte-americana, com 31 datas apoiando seu quarto álbum "Hot'n'Heavy". Scarlet Aura fez uma turnê como atração principal na Europa em setembro de 2018 (Ucrânia, Rússia e países bálticos) e uma turnê de 26 shows na China em novembro e dezembro de 2018, promovendo o álbum "Hot’n’Heavy". "Hot'n'Heavy" foi lançado digitalmente em setembro de 2018 e fisicamente em março de 2019. O álbum marcou uma nova direção para a banda, com influências de metal sinfônico, power metal e heavy metal, mas dentro do som e visão únicos de Scarlet Aura.
Ao mesmo tempo, também estabeleceu um marco na história das bandas de metal: deu início a uma trilogia conceitual chamada “The Book of Scarlet”, composta por 3 álbuns e livros de fantasia complementares, escritos por Aura Dănciulescu. O primeiro livro da trilogia, que acompanhou “Hot’n’Heavy”, foi “The Book of Scarlet – Ignition”. O álbum foi muito bem recebido pela crítica, com notas de 9,5/10 e 9/10, o que resultou na presença da banda em publicações como Legacy,[24] Break Out e Orkus!.
Em 2019, Scarlet Aura focou principalmente na composição de novo material e na preparação do quinto álbum de estúdio, "Stormbreaker",[25] lançado em 27 de março de 2020. O primeiro single, "High In The Sky", lançado em agosto de 2019, revelou o estilo e a direção da banda para o próximo álbum. Tanto o single quanto o álbum foram lançados pelo selo próprio da banda, Silver City Records.
Em dezembro de 2019, foi anunciado que Scarlet Aura se juntaria às bandas Visions of Atlantis, Edenbridge e Leecher em 15 shows europeus[26] em abril de 2020. Em fevereiro de 2020, a banda foi confirmada como convidada especial para a turnê de Primal Fear e Freedom Call em setembro-outubro de 2020.[27] A turnê com Primal Fear foi remarcada para 2021-2022, mas foi cancelada devido a problemas de saúde.
Em julho de 2020, Scarlet Aura anunciou, em parceria com a Silver City Records, um contrato de distribuição digital global com a Universal Music para o próximo álbum.[29][30][31][32]
Para marcar o quinto aniversário do álbum "Falling Sky", Scarlet Aura regravou as músicas em uma edição especial chamada "Fallings Sky - 5th Anniversary", lançada em 16 de abril de 2021.
Em 7 de maio, o título e a data de lançamento do próximo álbum foram revelados: "Genesis of Time", lançado em 10 de setembro de 2021, completando a trilogia "The Book of Scarlet".
Em 26 de novembro de 2021, a banda lançou seu segundo single de Natal - uma versão de "Rockin' Around the Christmas Tree". No mesmo dia, Scarlet Aura entrou para a agência "Nine Lives Entertainment".[34]
Em fevereiro de 2022, a banda anunciou o lançamento do álbum duplo acústico "Under My Skin", lançado em 22 de abril de 2022 pela Universal Music Romania / Silver City Records.[35] O primeiro single, "Ya Svoboden / I Am Free", foi lançado em 28 de fevereiro de 2022.
Em 25 de outubro, Scarlet Aura apresentou um novo show ao vivo, "Rock United by Scarlet Aura", com convidados especiais como Doro e Ralf Scheepers do Primal Fear.
Mantendo a tradição dos anos anteriores, em novembro de 2022, a banda lançou sua terceira versão natalina no estilo metal, "Feliz Navidad".
Em 8 de fevereiro de 2023, a banda anunciou um novo single, "Fire All Weapons", com a participação de Ralf Scheepers, lançado em 24 de fevereiro de 2023. Essa colaboração foi bem recebida, demonstrando o compromisso da banda em evoluir seu som.
Em 24 de março, o single "Rock în sânge și voință" foi lançado, seguido pelo álbum homônimo em 5 de maio. "Rock în sânge și voință" apresenta 11 faixas, todas escritas integralmente em romeno, destacando as raízes musicais e o patrimônio cultural da banda.
Em 24 de novembro, a banda lançou sua tradicional versão natalina em heavy metal, desta vez uma versão de "All I Want for Christmas is You" de Mariah Carey.
Em março de 2024, Scarlet Aura anunciou seu próximo álbum, "Rock-Stravaganza", e lançou o single "Ochii Care Nu Se Văd", marcando um novo capítulo em sua jornada musical. O álbum "Rock-Stravaganza" foi oficialmente lançado em junho de 2024, solidificando ainda mais sua presença na cena do heavy metal.
No final de 2024, Scarlet Aura anunciou sua "Rock Your Christmas Tour", uma série inovadora de concertos programados para ocorrer em igrejas fortificadas e monumentos históricos em toda a Romênia, incluindo os condados de Sibiu, Cluj, Brașov e Timiș. Esta turnê visa mesclar a energia da música rock com a atmosfera festiva da temporada natalina, oferecendo ao público uma experiência única onde a tradição encontra a modernidade.
A turnê está programada para começar em 7 de dezembro de 2024, na igreja fortificada em Cincșor, no condado de Brașov, e incluirá uma apresentação em 13 de dezembro de 2024, no Museu Corneliu Miklosi em Timișoara. Esses concertos são projetados para transformar locais históricos em santuários de música, proporcionando uma experiência imersiva que celebra tanto o patrimônio cultural quanto o rock contemporâneo. Ao integrar canções natalinas tradicionais reinterpretadas em seu estilo de rock distinto, Scarlet Aura continua a expandir os limites de seu gênero, criando experiências memoráveis que ressoam com diversos públicos.

## Membros da banda
- Aura Danciulescu - Vocais principais
- Mihai Danciulescu - Guitarras e vocais
- Rene Nistor - Guitarras e vocais de baixo
- Alex Paulista - Bateria
- Dan Lica - teclados

## Discografia
Álbuns de estúdio
- 2014: The Rock Chick ( Universal Music Romania )[1]
- 2016: Falling Sky (Pure Rock Records)[2]
- 2017: Memories (Outlanders Productions)[3][4]
- 2021: Falling Sky – 5th Anniversary (Universal Music Romania / Silver City Records)
- The Book of Scarlet Trilogy:
  - 2019: Hot'n'Heavy (Silver City Records)[5]
  - 2020: Stormbreaker (Silver City Records)
  - 2021: Genesis of Time (Universal Music Romania / Silver City Records)[6]
- 2022: Under My Skin (2CD) (Universal Music Romania / Silver City Records)
- 2023: Rock în Sânge și Voință (Universal Music Romania / Silver City Records)
- 2024: Rock-Stravaganza (Universal Music Romania / Silver City Records)

EPs
- 2017: The Beast Within Me (Outlanders Productions)[7]
- 2019: High in the Sky (Silver City Records)

Álbum ao vivo (CD/DVD) 
2018: Scarlet Aura – live in concert (Outlanders Productions)
Singles de Natal:
2020: Jingle Bell Rock (Universal Music Romania / Silver City Records)
2021: Rockin' Around Christmas Tree (Universal Music Romania / Silver City Records)
2022: Feliz Navidad (Universal Music Romania / Silver City Records)
2023: All I Want for Christmas is You (Universal Music Romania / Silver City Records

## Livros
- O Livro de Escarlata vol.I - Ignição (2018. Segunda edição: 2019).   - Comissão dos Assuntos Económicos e Monetários ISBN 978-3964439796170p
- O Livro de Escarlata vol.II - Scarlets United (2021).  ISBN 978-6060670247ISBN 978-6060670247 - Comissão dos Assuntos Económicos e Monetários  130 p.

## Prêmios
| Ano  | Evento                         | Categoria                    | Resultado | Vencedor |
| ---- | ------------------------------ | ---------------------------- | --------- | -------- |
| 2014 | Caminho para Kavarna (Romania) | Final                        | Ganhou    |          |
| 2014 | Kavarna Rock Fest (Bulgária)   | Mar Negro Batalha das bandas | Ganhou    | - Não .  |

## Gráficos
"High In The Sky" alcançou o primeiro lugar nas categorias "Metal" e "Rock" e o oitavo lugar em "Todas as categorias" nas paradas iTunes da Romênia em 27 de maio de 2020.
"Stormbreaker" alcançou o pico como o álbum N1 nas categorias "Metal" e "Rock" e o 2o lugar em "All Categories" nas paradas iTunes da Romênia em 27 de maio de 2020.